# Joe Swanberg
Joe Swanberg (Detroit, 31 agosto 1981) è un attore, regista, sceneggiatore e produttore cinematografico statunitense.
Cineasta indipendente conosciuto per i suoi film a basso costo con uso dell'improvvisazione, Swanberg è considerato una delle figure di spicco del movimento cinematografico mumblecore.

## Biografia
Swanberg è nato a Detroit, Michigan, a causa del lavoro del padre (dirigente di un conglomerato globale di energia) durante l'infanzia ha vissuto in Kentucky, Georgia, Alabama, California e a Kwajalein, atollo delle isole Marshall. Dopo il diploma alla Naperville Central High School, studia produzione cinematografica alla Southern Illinois University Carbondale, dove ha sviluppato un interesse per le tecniche video e le possibilità creative di internet. Nel periodo di studi alla SIU Carbondale ha iniziato a lavorare come web designer, raccogliendo i soldi necessari per finanziare il suo primo film, Kissing on the Mouth.
Il suo secondo lungometraggio, LOL segna la sua prima collaborazione con l'attrice Greta Gerwig. Swanberg e la Gerwig successivamente collaborano in due progetti; Hannah Takes the Stairs (2007) diretto da Swanberg con protagonista la Gerwig e Nights and Weekends (2008) co-diretto ed interpretato da Swanberg e la Gerwig. Nel 2009 dirige Alexander the Last, co-prodotto da Noah Baumbach. Nel solo 2010 realizza sei lungometraggi; Uncle Kent, Caitlin Plays Herself, The Zone, Art History, Silver Bullets e Autoerotic , quest'ultimo co-diretto con l'amico Adam Wingard, tutti presentanti in vari festival cinematografici nel corso del 2011. Uncle Kent è stato presentato al Sundance Film Festival, mentre Silver Bullets e Art History al Festival di Berlino.
Nel 2012 scrive e dirige Drinking Buddies - Amici di bevuta, interpretato da Olivia Wilde, Jake Johnson, Anna Kendrick e Ron Livingston. Swanberg è un sostenitore della distribuzione su internet dei film indipendenti, il suo lungometraggio Marriage Material è stato distribuito gratuitamente sulla sua pagina Vimeo. Nel 2014 ha diretto un episodio della serie televisiva della HBO Looking.
Come attore ha recitato in molte sue produzioni, è stato inoltre diretto da vari amici cineasti, come Ti West e Adam Wingard, e da vari esponenti del movimento mumblecore. È sposato con l'attrice, regista e sceneggiatrice Kris Williams Swanberg. La coppia ha un figlio, Jude, e vivono a Lincoln Square, Chicago.

## Filmografia

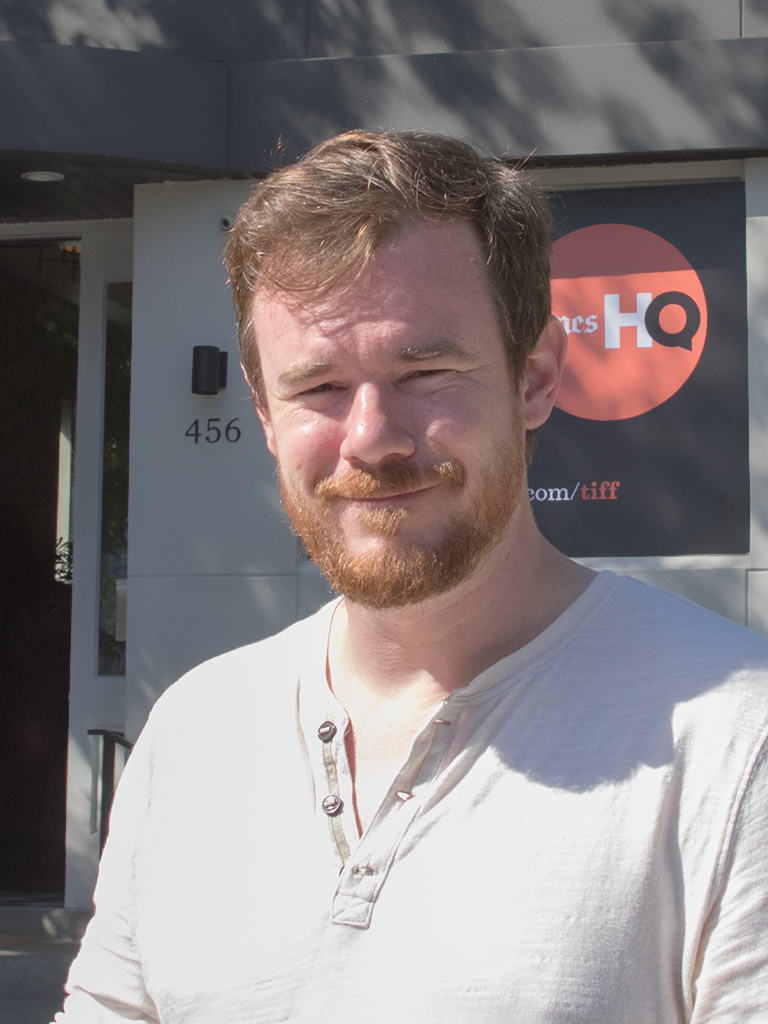
Joe Swanberg al Toronto International Film Festival 2015

### Attore
- Kissing on the Mouth, regia di Joe Swanberg (2005)
- LOL, regia di Joe Swanberg  (2006)
- Quiet City, regia di Aaron Katz (2007)
- Hohokam, regia di Frank V. Ross (2007)
- Present Company, regia di Frank V. Ross (2008)
- Nights and Weekends, regia di Joe Swanberg e Greta Gerwig  (2008)
- Young American Bodies – serie TV, 23 episodi (2007-2009)
- You Wont Miss Me, regia di Ry Russo-Young (2009)
- Cabin Fever 2 - Il contagio (Cabin Fever 2: Spring Fever), regia di Ti West (2009)
- The Mountain, the River and the Road, regia di Michael Harring (2009)
- Audrey the Trainwreck, regia di Frank V. Ross (2010)
- Blackmail Boys, regia di Bernard Shumanski e Richard Shumanski (2010)
- A Horrible Way to Die, regia di Adam Wingard (2010)
- Everyone Says I Look Just Like Her, regia di Ryan Andrew Balas (2010)
- Art History, regia di Joe Swanberg  (2011)
- Autoerotic, regia di Joe Swanberg e Adam Wingard  (2011)
- Silver Bullets, regia di Joe Swanberg  (2011)
- Uncle Kent, regia di Joe Swanberg  (2011)
- You're Next, regia di Adam Wingard (2011)
- The Zone, regia di Joe Swanberg  (2011)
- Caitlin Plays Herself, regia di Joe Swanberg  (2011)
- What Fun We Were Having, regia di Adam Wingard (2011)
- Marriage Material, regia di Joe Swanberg  (2012)
- The Kings of Yorktown, regia di Darren Marshall (2012)
- V/H/S (segmento Second Honeymoon), registi vari (2012)
- Empire Builder, regia di Kris Swanberg (2012)
- The Sacrament, regia di Ti West (2013)
- Drinking Buddies - Amici di bevuta, regia di Joe Swanberg  (2013)
- White Reindeer, regia di Zach Clark (2013)
- Proxy, regia di Zack Parker (2013)
- Detonator, regia di Damon Maulucci e Keir Politz (2013)
- Happy Christmas, regia di Joe Swanberg  (2014)
- Thou Wast Mild and Lovely, regia di Josephine Decker (2014)
- Empire Builder, regia di Kris Swanberg (2014)
- Uncle Kent 2, regia di Todd Rohal (2015)
- Bloomin Mud Shuffle, regia di Frank V. Ross (2015)
- Lace Crater, regia di  Harrison Atkins (2015)
- Un weekend al limite (Joshy), regia di Jeff Baena (2016)

### Regista
- Kissing on the Mouth (2005)
- LOL (2006)
- Hannah Takes the Stairs (2007)
- Nights and Weekends (2008) co-diretto con Greta Gerwig
- Alexander the Last (2009)
- The Zone (2011)
- Caitlin Plays Herself (2011)
- Art History (2011)
- Autoerotic (2011) co-diretto con Adam Wingard
- Silver Bullets (2011)
- Uncle Kent (2011)
- Marriage Material (2012)
- V/H/S (segmento The Sick Thing That Happened to Emily When She Was Younger) (2012)
- All the Light in the Sky (2012)
- Drinking Buddies - Amici di bevuta (2013)
- 24 Exposures (2013)
- Happy Christmas (2014)
- Un tranquillo weekend di mistero (Digging for Fire) (2015)
- Easy - serie TV, 16 episodi (2016-2017)
- Tutto o niente (Win It All) (2017)

### Sceneggiatore
- The Rental, regia di Dave Franco (2020)